# Charoen Chaoprayun
Charoen Chaoprayun, (en tailandés เจริญ เชาวน์ประยูร; 25 de septiembre de 1934 - 3 de junio de 2024) fue un político tailandés. Fue ministro adjunto del Ministerio de Transporte, miembro de la Asamblea Nacional de Tailandia por seis períodos.

## Historia
Charoen Chaoprayun nació el 25 de septiembre de 1934 en la familia del teniente coronel Jan y Boonsri Chawawnpraiyur, y creció en el área cercana al templo Phaya Mengrai, ubicado en el distrito de Mueang Chiang Mai. Completó sus estudios primarios en la escuela Amphoe Khun Yuam y la educación secundaria en la escuela "Boriphat Suksa" de Mae Sariang, en la provincia de Mae Hong Son, debido a que su padre estaba destinado como policía en Amphoe Mae Sariang en aquel tiempo. Tras el fallecimiento de su padre en 1946, regresó para continuar su educación en el departamento de humanidades de la Escuela Yubol Ratchawitthayalai.
Posteriormente, estudió de manera independiente para obtener un certificado de maestro de secundaria (Mathayom) y luego continuó sus estudios universitarios en la Facultad de Derecho de la Universidad Thammasat en 1959, completando una maestría en Ciencias Políticas (Gobierno Local) en la Universidad de Chiang Mai. Además, obtuvo un doctorado en Desarrollo Comunitario y Agricultura de la Universidad Rajabhat de Chiang Mai y de la Universidad Gregorio Araneta Foundation en Filipinas, con el aval del Ministerio de Educación y Cultura de Filipinas.
Chaoprayun estuvo casado con Ampha Chawawnpraiyur y tuvieron cuatro hijos. Falleció el 3 de junio de 2524 a la edad de 89 años.

## Carrera
Comenzó su carrera como maestro en la escuela Buranasak y se convirtió en jefe de maestros a la edad de 27 años. Entró en la política local al ser elegido como miembro del consejo de salud de Chang Phueak, miembro del consejo provincial de Mae Rim en 3 ocasiones y fue presidente del consejo provincial de Chiang Mai (1978 - 1979). Trabajó con Lek Chinawatra y Prida Patanabutr.
Luego decidió postularse y fue elegido como miembro de la Asamblea Nacional en 1979, afiliado al Partido Socialista, debido a su alta puntuación como maestro en la escuela Buranasak, derrotando a Chao Bunlek en Chiang Mai. Luego fue reelegido otras 5 veces: la segunda vez en 1983, afiliado al Partido Socialista en 1986, participó en el trabajo con el Partido Socialista. Sin embargo, se postuló para la reelección en 1986 bajo el Partido Democrático, con Boontiang Thongsawat como líder del partido, siendo elegido con 101,480 votos, el octavo más alto del país, después de Narong Wongwan y Nipon Promprasert. Con votos cercanos a Narong Niyom Thai Party, alrededor de 2,000 votos de sobra.
Chaoprayun ocupó el cargo político más alto, es el Viceministro de Transporte Durante el gobierno del Suchinda Kraprayoon.
Jeeran se postuló para la Asamblea Nacional en 1996, Distrito 4 del Partido Popular y no fue elegido.
En las elecciones de 2001, Jeeran se presentó nuevamente como candidato a la Asamblea Nacional por el Partido Ratsadon. Sin embargo, no resultó elegido, quedando en tercer lugar detrás de Yongyuth Supasiri del Partido Chart Thai y Tawee Sakvasri del Partido Thai Rak Thai, con una cantidad similar de votos, aproximadamente 2,000, similar a la del Partido Narong Niyom. Jeeran se postuló como miembro del Senado en 2006, pero no fue elegido.

## Distinciones
- Orden del Elefante Blanco [11]
- Orden de la Corona de Tailandia [12]
- Medalla al servicio fronterizo (Ch.D.)[13]
- Medalla Boy Scout, primera clase [14]
- Medalla Sanong Serechon (NSC)